# ФК Буревестник
„Буревестник“ е футболен клуб в Москва, Русия.
Основан е през 1926 г. През 1938 г. заема последно място в група „А“ на шампионата на СССР. Закрит е през 1948 г. Възроден е през 2002 г. Понастоящем играе в ЛФЛ, МРО Център, Москва, група „А“.

## Антирекорди
На „Буревестник“ принадлежат едновременно 2 антирекорда от първенството на СССР през 1938 година, които не са подобрени и до днес. На 29 май 1938 г. отборът получава най-голямата загуба на свой терен в историята на съветския и руския шампионати. В този мач той губи от „Динамо“, Ленинград с 1:9. По този начин поставя едновременно тези 2 антирекорда: най-голяма загуба на свой терен и най-много пропуснати голове в мач у дома.
През 2015 г. за полузащитника на московчани Рамил Насретдинов има осезаем интерес от германския „Шалке 04“, но по думите на играча той бил предан на родния клуб и имал намерението да го изведе в РФПЛ.